# Forladegevær
Forladegevær eller forlader er den udbredte betegnelse for et gevær, hvor der lades gennem løbet ved først at putte krudtladning i og efterfølgende projektilet, der blev slået i bund med en ladestok. 
Forladegeværer blev erstattet af bagladegeværer fra 1850'erne,[kilde mangler] da det tog væsentlig længere tid at genlade et forladegevær end et bagladegevær.
| Militær | Spire Denne artikel om militær er en spire som bør udbygges. Du er velkommen til at hjælpe Wikipedia ved at udvide den. |